# العلاقات الأمريكية الكيريباتية
العلاقات الأمريكية الكيريباتية هي العلاقات الثنائية التي تجمع بين الولايات المتحدة وكيريباتي.

## مقارنة بين البلدين
هذه مقارنة عامة ومرجعية للدولتين:
| وجه المقارنة                                              | الولايات المتحدة                                                                                                  | كيريباتي                        |
| --------------------------------------------------------- | --- | ------------------------------- |
| المساحة (كم2)                                             | 9.83 مليون | 811                             |
| عدد السكان (نسمة)                                         | 311.58 مليون | 116.40 ألف                      |
| الكثافة السكانية (ن./كم²)                                 | 31.7 | 14.35 ألف                       |
| العاصمة                                                   | واشنطن العاصمة | جنوب تاراوا                     |
| اللغة الرسمية                                             | لغة إنجليزية | لغة إنجليزية، اللغة الكيريباتية |
| العملة                                                    | دولار أمريكي | دولار كريباتي، دولار أسترالي    |
| الناتج المحلي الإجمالي (بليون دولار)                      | 19.39 تريليون | 196.15 مليون                    |
| الناتج المحلي الإجمالي (تعادل القوة الشرائية) بليون دولار | 18.04 تريليون | 224.26 مليون                    |
| الناتج المحلي الإجمالي الاسمي للفرد دولار أمريكي          | 56.12 ألف | 1.42 ألف                        |
| الناتج المحلي الإجمالي للفرد دولار أمريكي                 | 54.63 ألف | 1.81 ألف                        |
| مؤشر التنمية البشرية                                      | 0.920 | 0.590                           |
| رمز المكالمات الدولي                                      | +1 | +686                            |
| رمز الإنترنت                                              | .us، حكومة، .mil، Edu.                                                                                            | .ki                             |
| المنطقة الزمنية                                           | توقيت ساموا الأمريكية، توقيت أطلنطي موحد، منطقة زمنية وسطى، توقيت ألاسكا ‏، المنطقة الزمنية الجبلية، توقيت تشامرو ‏ |                                 |

## منظمات دولية مشتركة
يشترك البلدان في عضوية مجموعة من المنظمات الدولية، منها:
| علم المنظمة | اسم المنظمة                   | تاريخ انضمام الولايات المتحدة | تاريخ انضمام كيريباتي |
| ----------- | ----------------------------- | ----------------------------- | --------------------- |
|             | منظمة حظر الأسلحة الكيميائية  | ?                             | ?                     |
|             | بنك التنمية الآسيوي           | 1966                          | 1974                  |
|             | البنك الدولي للإنشاء والتعمير | 27 ديسمبر 1945                | 29 سبتمبر 1986        |
|             | الاتحاد الدولي للاتصالات      | 1 يوليو 1908                  | 3 نوفمبر 1986         |
|             | مؤسسة التمويل الدولية         | 20 يوليو 1956                 | 2 أكتوبر 1986         |
|             | مؤسسة التنمية الدولية         | 24 سبتمبر 1960                | 2 أكتوبر 1986         |
|             | الأمم المتحدة                 | 24 أكتوبر 1945                | 14 سبتمبر 1999        |
|             | يونسكو                        | 4 نوفمبر 1946                 | 24 أكتوبر 1989        |
|             | الاتحاد البريدي العالمي       | ?                             | ?                     |

## وصلات خارجية
- موقع وزارة الخارجية الأمريكية